# Colt Single Action Army
La Colt Single Action Army è un tipo di pistola a tamburo a retrocarica di 6 colpi ad azione singola, prodotta per la prima volta negli Stati Uniti d'America nel 1873.
Oltre alla denominazione ufficiale, questa pistola ebbe vari nomi popolari, come "Peacemaker" (Pacificatrice), "Thumb-buster" (Scotta-pollice), "Equalizer" (Eguagliatrice), "Plow-Handle" (Manico dell'aratro), e molti altri. Tra questi il più comune fu certamente il primo: lo dimostra il fatto che la stessa Colt lo usò in alcuni casi per pubblicizzare l'arma e che alcuni autori la indicarono (ed indicano tuttora) con questo nome in pubblicazioni specializzate.

## Storia
Derivò dai precedenti modelli ad avancarica e telaio aperto (per esempio la Colt Navy) e il progetto fu curato da William Mason (ingegnere capo della Colt) negli anni 1871 - 1872 (come risulta dalle date dei brevetti impresse sul telaio). Fu denominata dalla Casa costruttrice "Modello P" (e, più colloquialmente, "Army Strap Pistol" per la presenza della bindella - strap - superiore che chiudeva il telaio) ma fu chiamata ufficialmente "Army" dopo la sua adozione da parte dell'esercito americano avvenuta nel 1873 (da cui anche il nome "Colt 1873"). I primi modelli furono prodotti con canna di 7,5 pollici (19 cm), l'incastellatura in acciaio cementato e con le caratteristiche venature leggermente colorate, il tamburo brunito nel tipico "blu Colt", così come la canna e il telaio del calcio. Le guancette di quest'ultimo erano in un unico pezzo in legno verniciato o lucidato ad olio.

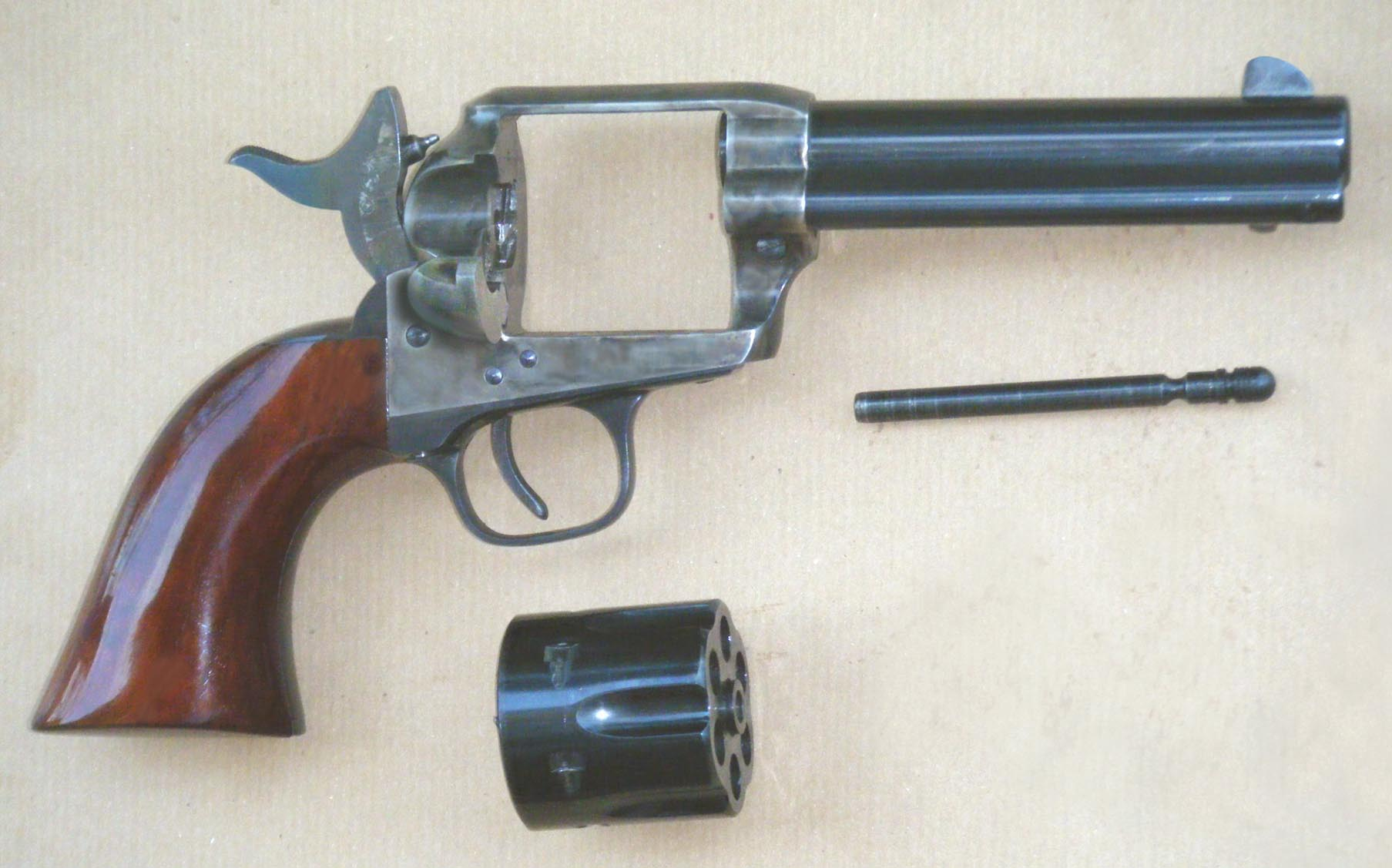
Smontaggio da campo, canna da 4,75" cal. .357 Mag

Il calibro era il .45 Colt, nato insieme alla pistola, che ne fece per qualche tempo il revolver a cartucce più potente sul mercato. Presto si provvide però all'introduzione di altri calibri per andare incontro anche alle esigenze del mercato civile. Pare che la S.A.A. sia stata, insieme alla carabina Winchester a leva, l'arma prodotta nel maggior numero di calibri (più di trenta) in tutta la storia delle armi da fuoco (nel calibro.45 prese il nome popolare di "Peacemaker" e nel.44-40 di "Frontier"). Anche la lunghezza della canna variò moltissimo ma i modelli standard la avevano, oltre alla già citata di 7,5 pollici (nel modello dell'esercito detto anche modello "Cavalleria"), di 5,5 (14 cm - Nel modello "Artiglieria") e di 4,75 (12 cm - Nel modello "civile"). Nel corso degli anni vennero apportate altre ma insignificanti modifiche come ad esempio le guancette del calcio divise in due parti, variazioni nel loro materiale (legno, guttaperca, bachelite, gomma dura, madreperla, corno, osso, avorio ecc.) e la vite di fermo dell'asse del tamburo spostata di lato. L'arma fu così popolare che divenne uno dei simboli della colonizzazione dell'ovest americano. Ne erano armati i fuorilegge, gli sceriffi, l'esercito ed in generale tutti coloro che per varie ragioni si addentravano nei territori selvaggi delle Americhe (e che potevano permettersela, dato il costo di circa 13 dollari piuttosto alto per allora). Alcune armi furono fabbricate a Londra dalla stessa Colt, ma molte furono le imitazioni quasi in ogni parte del mondo.

## Caratteristiche

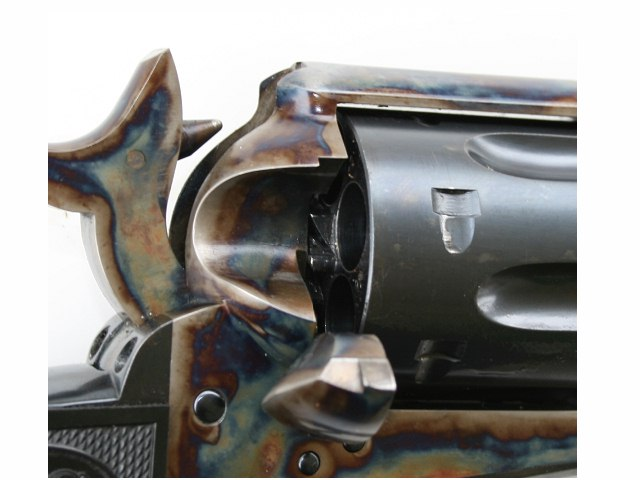
Sportellino di carico

Contrariamente ai precedenti modelli Colt (ad avancarica del tamburo) e ai modelli detti "di transizione", questa pistola è a retrocarica e possiede una struttura estremamente semplice e robusta, con il castello chiuso e la canna avvitata su di esso (canne di varie lunghezze). Il caricamento del tamburo (che per evidenti ragioni, risulta una manovra piuttosto lenta) avviene da una finestra fresata sullo scudo di rinculo e normalmente chiusa da uno sportello a molla. Un eiettore a bacchetta, caricato da una molla, permette l'espulsione dei bossoli scarichi, uno ad uno, attraverso la stessa finestra di carico; ma l'eiettore non era disponibile per i modelli a canna cortissima (piuttosto rari). Lo scatto è ad azione singola (single action) e per far fuoco occorre prima armare il cane (dotato di percussore integrato): il grilletto infatti ne consente soltanto l'abbattimento, ma non il suo armamento.

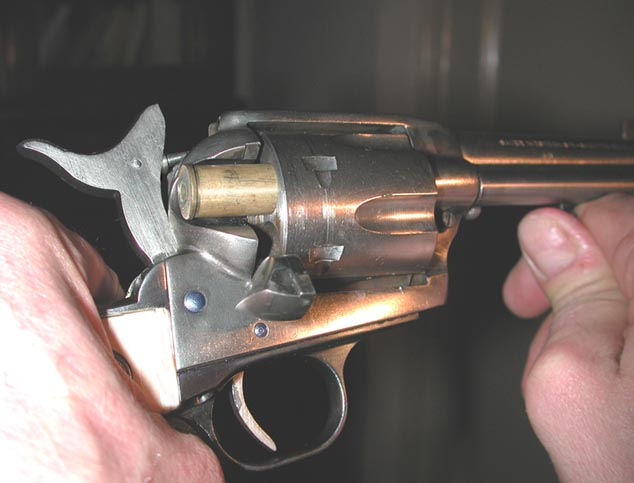
Il caricamento - espulsione dei bossoli (calibro .45 Colt). Si noti lo sportellino di caricamento aperto.

Il cane può essere bloccato in tre posizioni:
1. posizione di sicura, detta anche di 'mezza monta', dove il percussore non può toccare l'innesco della cartuccia, per evitare che il colpo possa partire accidentalmente in caso di urti.
2. posizione di caricamento o di espulsione dei bossoli, con la libera rotazione del tamburo.
3. posizione di pre-sparo, ovvero a cane armato, dove il tamburo è bloccato da un nottolino sporgente, dalla parte inferiore del telaio, che va ad ingaggiare una tacca presente sul tamburo stesso.

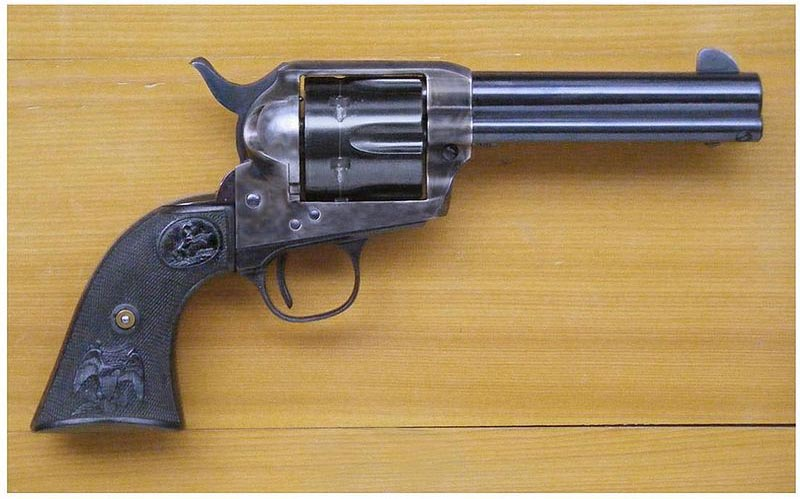
Mod. sec. gen. ~ 1965.

Gli organi di mira consistono in una semplice fresatura allungata, ricavata posteriormente sulla bindella del telaio sopra al tamburo, ed un mirino a lamina, fissato sulla canna in prossimità della volata (fa eccezione il modello "Flattop" più sotto citato).
Il peso dell'arma (scarica) varia, a seconda del calibro e della lunghezza della canna, approssimativamente tra 1 e 1,5 chilogrammi.

## Marchi e denominazioni popolari

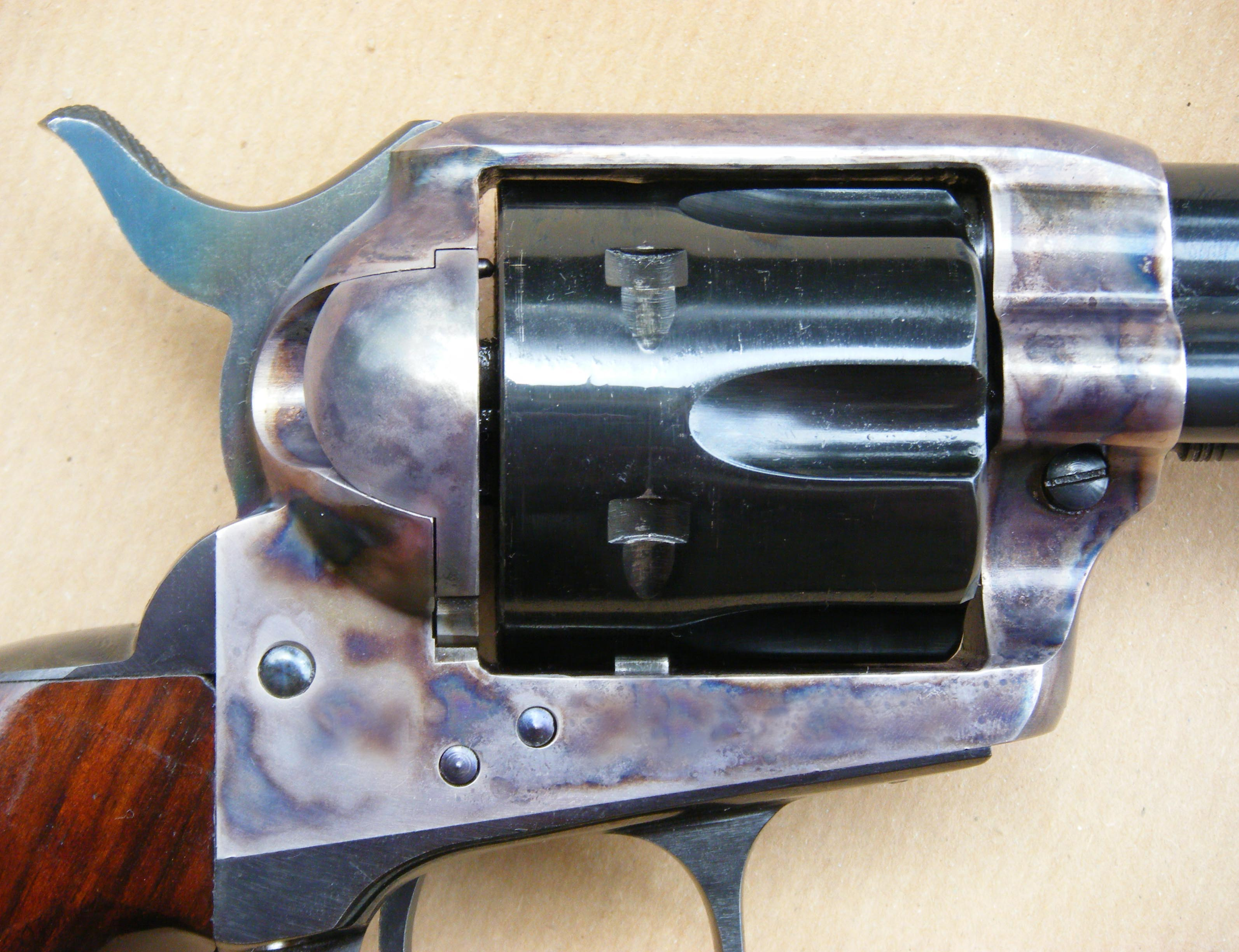
Sportellino chiuso. Qui la vite di fermo asse del tamburo è sul lato del telaio, mentre nel modello della scheda (in alto) la vite è frontale, sotto la canna. Fu il primo telaio ad essere prodotto e prende il nome di black powder frame (telaio per polvere nera). Ma denominazione oggi puramente storica, in quanto tutte queste armi, ormai, sparano anche cartucce con polvere infume.

Sopra la canna compariva questa scritta: "COLT'S PT. F.A. MFG. Co. HARTFORD CT. U.S.A.". Nelle versioni a canna lunga tale scritta era rullata su di un'unica riga mentre in quelle a canna più corta essa era spezzata. Nella versione in calibro 44-40, oltre a questa, era presente sul lato sinistro della canna la dicitura: "COLT FRONTIER SIX SHOOTER". Sulle armi fabbricate a Londra sopra la canna era invece scritto: "COLT'S PT. F.A. MFG. Co. HARTFORD CT. U.S.A. DEPOT 14, PALL MALL LONDON ". I numeri dei brevetti, ai quali si è già accennato nella sezione "storia", erano riportati sul lato sinistro del telaio sotto al tamburo. Il numero di matricola compariva invece sotto il telaio davanti al ponticello del grilletto. L'indicazione del calibro si trovava sul lato sinistro della canna.
Le armi destinate all'esercito recavano impresso, inoltre, sul lato sinistro del calcio (in legno) un cartiglio con le iniziali dell'Ispettore governativo incaricato delle verifiche. I marchi più conosciuti e valutati dai collezionisti sono quelli di Orville W. Ainsworth (OWA) e di Henry Nettleton (HN).

## Modelli e varianti

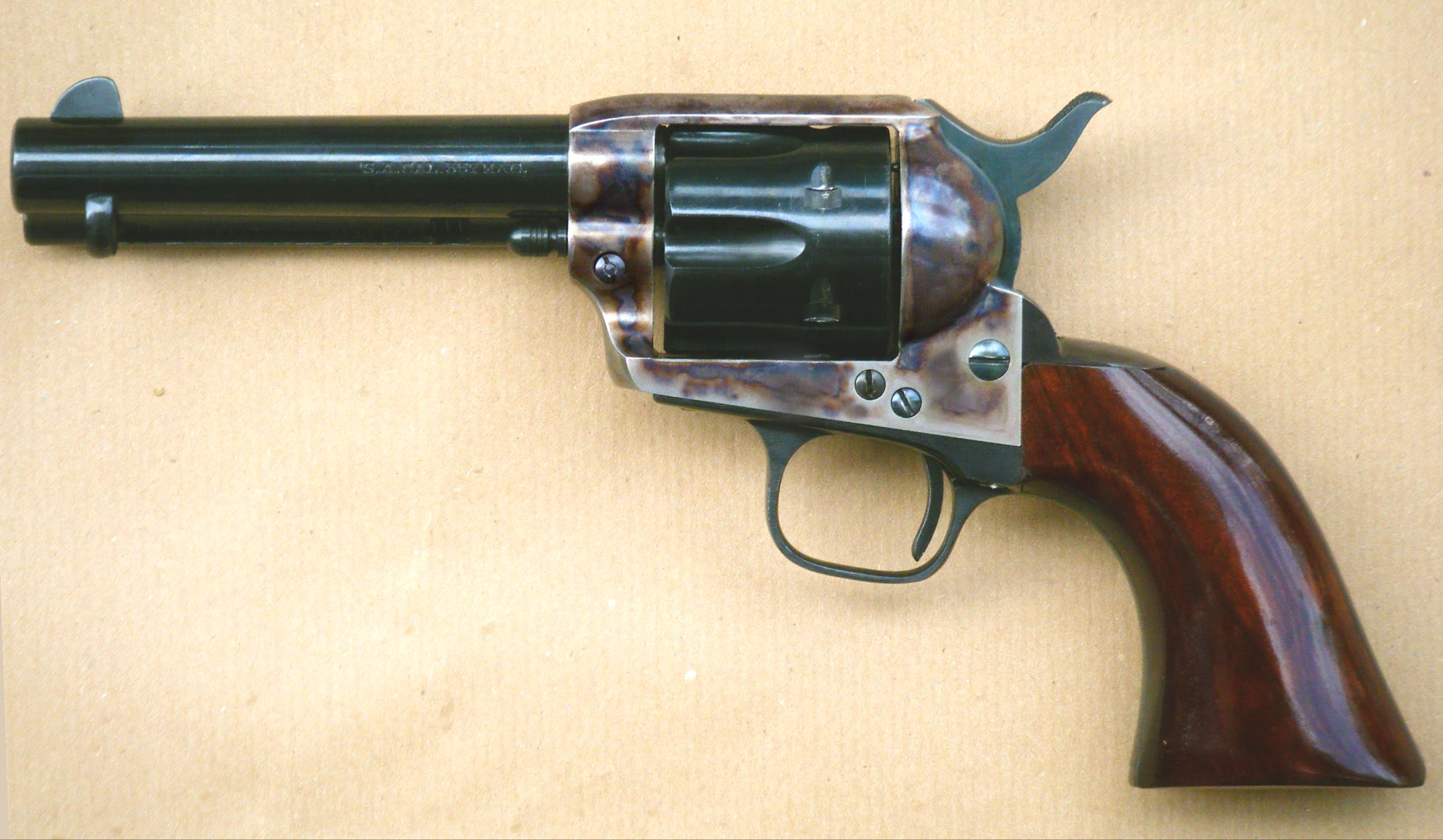
Modello 1873 in finitura standard, con il telaio cementato e il calcio in noce.

Si può dividere la produzione da parte della Colt in tre periodi o generazioni: la prima che va dal 1873 al 1941 (con 310.386 armi prodotte); la seconda che va dal 1956 al 1975 (realizzata in parte con pezzi prodotti prima della guerra ed ancora giacenti nei magazzini e prolungata fino al 1981 ma solo con armi su ordinazione) e la terza che comincia nel 1992 inizialmente ancora con prodotti su richiesta ma poi con produzione continua e regolare fino ai nostri giorni. Mentre le armi della prima e seconda generazione si distinguono solo per i numeri di serie, in quelle della terza è stata di poco aumentata la dimensione del calcio, che è più largo di circa 2 mm., leggermente modificata la cresta del cane, eliminata la smussatura anteriore del tamburo e di poco modificata la forma dello sportello di caricamento.

### Colt Bisley

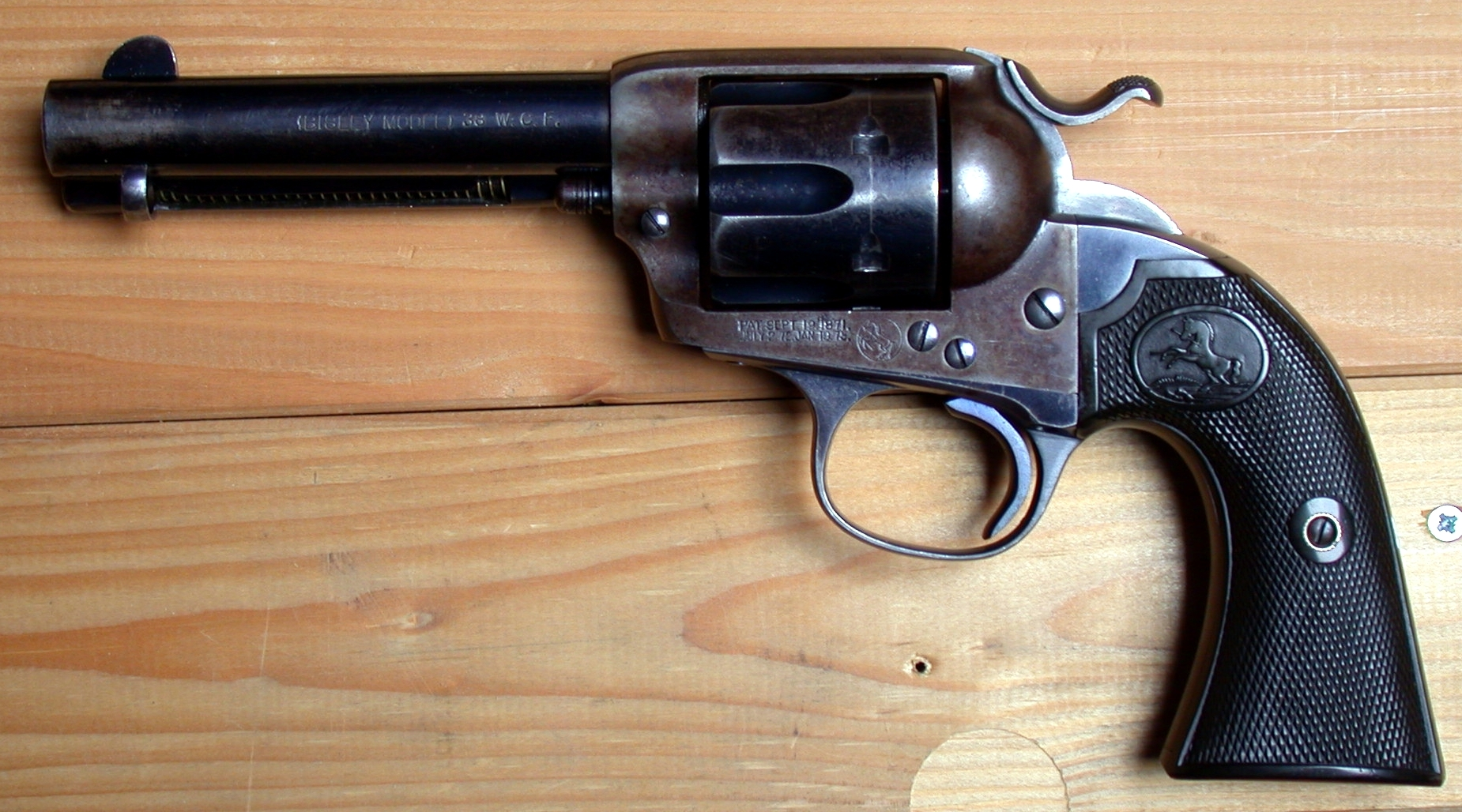
Colt mod. “Bisley” in calibro 38-40

Il modello "Colt Bisley", da tiro, prodotto dal 1894 al 1915 in circa 45000 esemplari, si differenzia dall'originale per la diversa sagomatura del calcio, della cresta del cane e del ponticello del grilletto.

### Colt Buntline

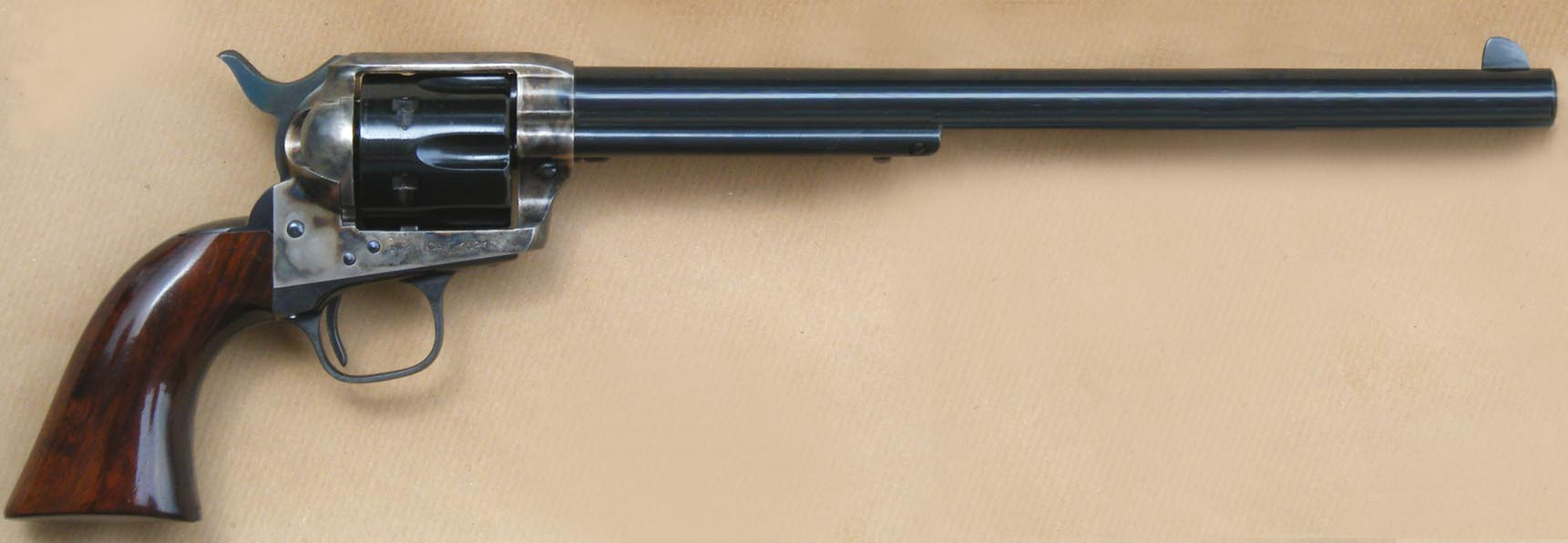
Colt S.A.A. 1873 mod. "Colt Buntline Special"

Le "Colt Buntline", assieme alla variante Special si differenziavano solo per la lunghezza della canna che poteva essere di 30,5 o 40,5 cm (l'arma veniva venduta corredata di un calcio applicabile a vite e la Colt la definiva "pistola con canna di carabina e calcio applicabile") ma che non ebbe mai successo probabilmente proprio per la lunghezza eccessiva della canna che ne rendeva poco pratico l'uso.

### Colt Flattop
La "Colt Flattop", prodotta tra il 1888 ed il 1895, aveva la parte superiore dell'incastellatura piatta e tacca di mira e mirino regolabili, per tiro a segno.

### Colt Frontier Scout

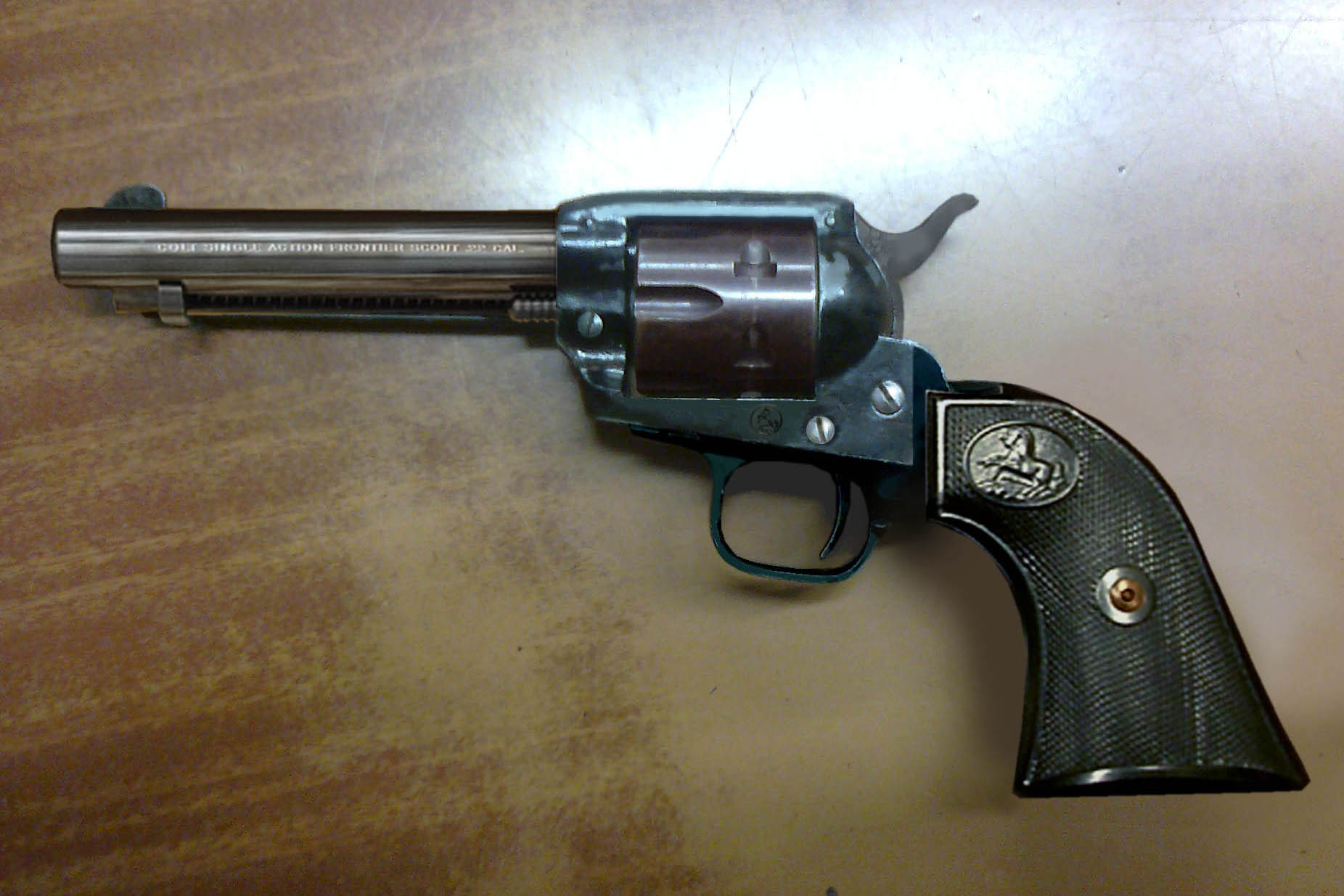
Colt Frontier Scout in .22. Notare il diverso rapporto dimensionale tra calcio e corpo, rispetto al revolver standard; ed anche le 2 sole viti, sul lato incastellatura.

La Colt mod. "Frontier Scout" venne prodotta negli anni tra il 1957 ed il 1985. La Colt si rese conto che poteva esistere un mercato per un'arma più piccola, ma che ricalcasse esattamente la linea, ormai classica, del modello standard. La variante "Frontier Scout" che, pur avendo l'impugnatura delle stesse dimensioni della Colt S.A.A. aveva il castello, il tamburo e la canna più piccoli, con una notevole diminuzione di peso (alcuni modelli furono fabbricati con il telaio in alluminio o zama). Un difetto che veniva imputato, infatti, al modello standard era la sua pesantezza, da alcuni tiratori ritenuta eccessiva. La nuova arma ebbe un discreto successo, anche se fu penalizzata dalle prestazioni, poiché la riduzione nelle dimensioni obbligò la Casa costruttrice a produrla solo nel piccolo calibro .22 LR (anche se alcuni esemplari, con il telaio in acciaio, vennero forniti di un tamburo sostituibile in calibro .22 Magnum).

### Colt Sheriff

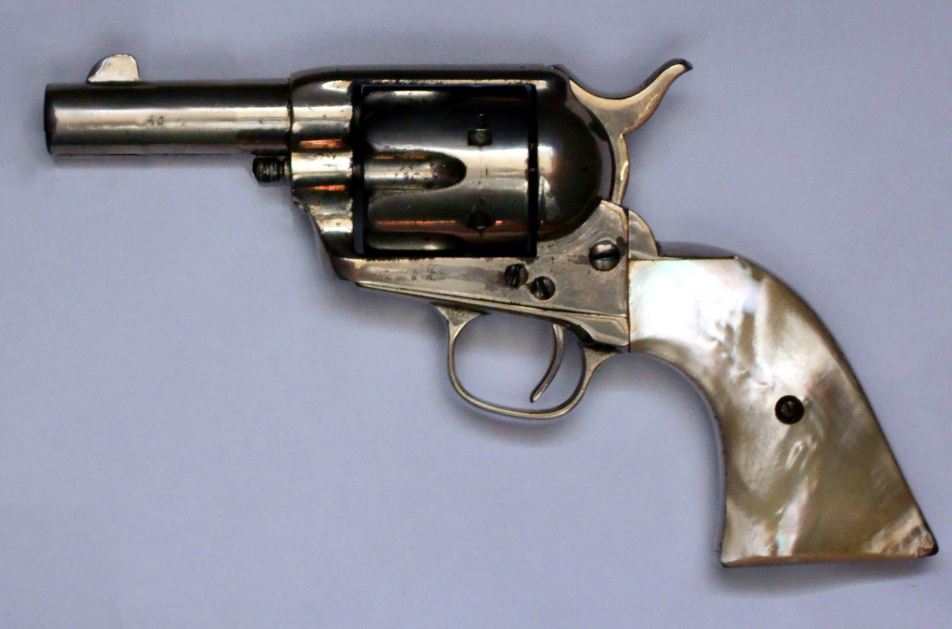
Colt mod. Sheriff con canna da 3" senza eiettore bossoli.

La "Colt Sheriff" era invece dotata di canna corta - generalmente di 3 pollici - 7,6 cm.) - ma priva dell'espulsore dei bossoli.

## La fama

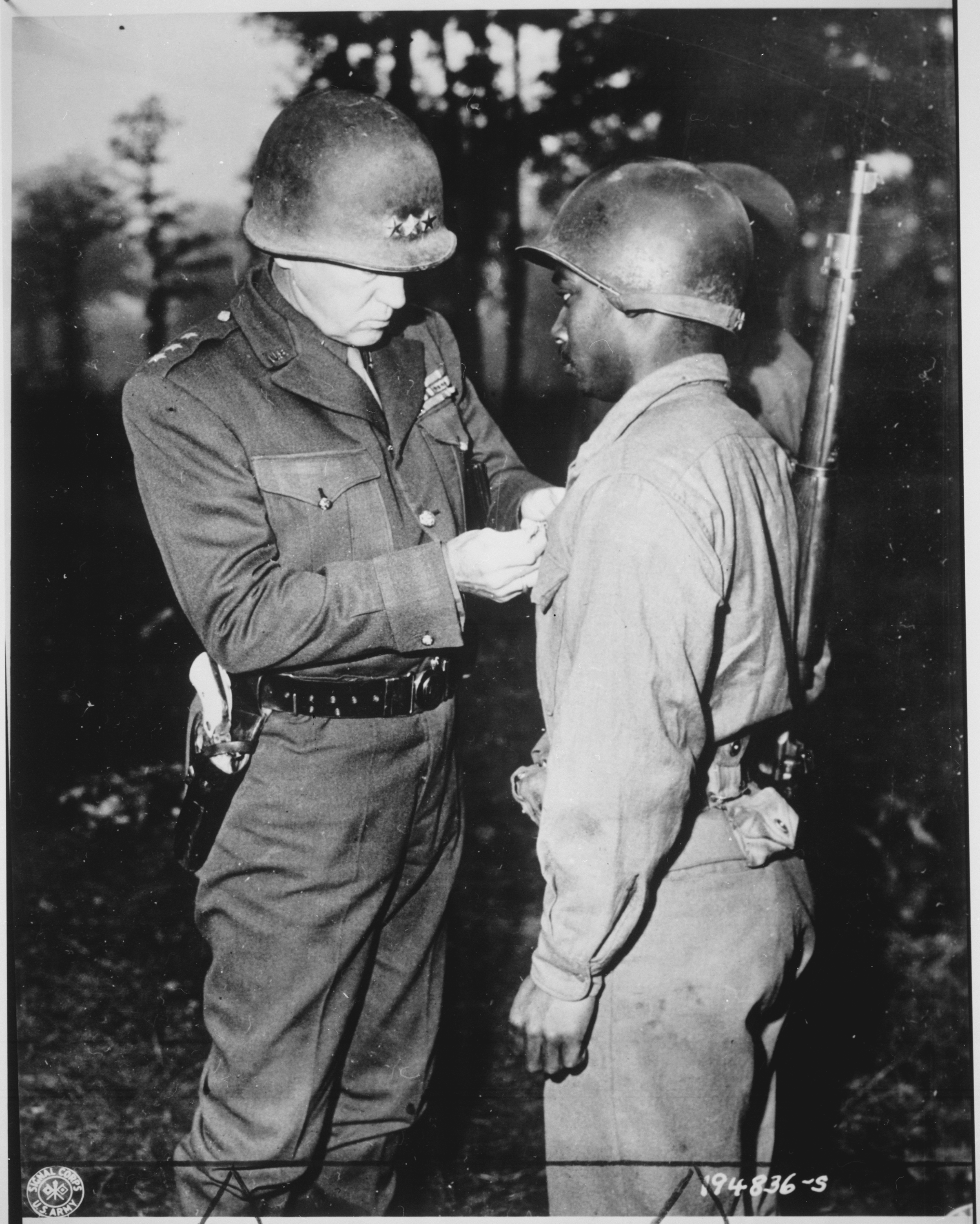
Il generale Patton armato con la sua Colt S.A.A. con il manico in avorio

Legata alle vicende delle guerre indiane e ad eventi celebri come la battaglia del Little Big Horn con il tempo l'arma è diventata leggendaria, anche grazie alle sue costanti (e talvolta anacronistiche) apparizioni nel cinema western, ed Il valore di un esemplare originale dei primi tempi, se documentato ed in buone condizioni, può essere dell'ordine di molte migliaia di euro. Nel caso di armi appartenute a celebri personaggi della frontiera (ad es. Buffalo Bill, Doc Holliday, John Wesley Hardin, Bat Masterson ecc.) le quotazioni, nelle vendite all'asta, hanno raggiunto valori elevatissimi. Insieme al Winchester è stata chiamata una delle “armi che hanno fatto il West” assumendo così il valore simbolico di uno strumento con il quale si sarebbe imposta la giustizia e la legge. Un esempio a questo proposito può essere rappresentato dal generale statunitense George S. Patton che, durante la seconda guerra mondiale, era armato con una Colt di questo tipo, nichelata, e con il calcio in avorio sul quale erano incise le sue iniziali. È diventata anche, nell'immaginario collettivo, l'arma del cow boy, del bandito e del “pistolero”. Le fotografie e i documenti dell'epoca sembrano dimostrare che forse non fu proprio così ma indubbiamente il mito resiste: ne è un esempio il personaggio di Revolver Ocelot nel videogioco Metal Gear Solid e Wild Bill, elicotterista dei G.I.JOE. Stanno infine divenendo sempre più popolari (e non soltanto negli U.S.A.) le gare di tiro con le armi usate nel West (dette Cowboy action shooting), in cui la Colt S.A.A. svolge sempre un ruolo da protagonista.

## La produzione odierna
L'arma è ancora in produzione sia da parte della Colt che da parte di molte altre Case. In Italia spiccano le aziende Beretta ed Aldo Uberti, di Gardone Val Trompia, (la Uberti è stata nell'anno 2000 incorporata alla Beretta stessa) per la qualità dei prodotti (che alcuni giudicano eccellenti e, per certi aspetti, superiori anche alla stessa Colt) e per l'assoluta fedeltà all'originale, tanto che le parti dei revolver delle Case italiane possono essere intercambiate con le originali Colt. La stessa cosa si può affermare per le aziende Pietta e Chiappa Firearms anch'esse italiane. L'Italia è oggi certamente leader nel settore di produzione di queste armi e la massiccia esportazione negli U.S.A. (dove sono molto in voga le gare di tiro "western") crea naturalmente una seria concorrenza sia per la Colt che per altre Case americane. Negli U.S.A. ma ormai anche in altre nazioni si sono affermati degli armaioli esperti nelle elaborazioni delle 1873, spesso rifacendosi ad elaborazioni in voga nel periodo del far west per essere riproduzioni fedeli alle originali e quindi utilizzabili in gare riservate. Le moderne potenti munizioni hanno imposto l'uso di materiali più resistenti ma non hanno in alcun modo mutato l'aspetto esteriore dell'arma. Da questa pistola sono poi derivati particolari modelli, più o meno diversi, prodotti da molte fabbriche (ad es. la stessa Uberti e l'americana Ruger) e adatti a sparare anche cartucce molto potenti (.44 Magnum, .454 Casull, ecc.). Alcuni di questi ultimi vengono usati (negli U.S.A.) anche per la caccia.

## Nell'arte
- È utilizzata da Tex Willer, che ne ha sempre due nel cinturone.
- In ambito videoludico, la Colt Single Action Army compare nel videogiochi Final Fantasy VII (dove viene denominata Peacemaker), in Fallout: New Vegas (dove viene denominata .357 Revolver)[9], in Resident Evil 2, in Metal Gear Solid, in Metal Gear Solid 3: Snake Eater (in versione Black Powder, arma caratteristica dell'antagonista Revolver Ocelot), in Red Dead Redemption (dove viene denominata 1873 Uberti Cattleman), in Battlefield 1 (come ricompensa speciale per il completamento di un easter egg, viene denominata Peacekeeper) e in Red Dead Redemption 2 (dove è denominata Revolver Cattleman).
- In ambito cinematografico, la SAA compare nei film I magnifici sette (nelle versioni Artillery, Cavalry e Quickdraw, ovvero con le canne, rispettivamente, di 19, 14 e 1 cm), Terra di confine - Open Range, Ritorno al futuro - Parte III (dove la versione Peacemaker viene denominata, nel doppiaggio italiano, "Mettipace"), La mummia, Patton, generale d'acciaio, I mercenari, Planet Terror e in quasi tutti i film western: anche in alcuni ambientati in epoche anteriori alla sua comparsa, come già accennato sopra, ad esempio durante la guerra di secessione.
- In ambito anime, compare in Hellsing e Black Lagoon.
- In ambito musicale compare nel testo di The Devil's Right Hand di Steve Earle, reinterpretata poi da Johnny Cash.
- È usata nella serie TV Wynonna Earp dall'omonimo personaggio (col nome di Peacemaker).
- Due armi con l'impugnatura in avorio istoriata sono caratteristiche del personaggio di John Dorie nella serie televisiva Fear the Walking Dead. Dopo la sua morte, una delle armi passerà a sua moglie June.